# اولسیا فروشوا
اولسیا فروشوا (روسی: Олеся Александровна Форшева (Красномовец)؛ زادهٔ ۸ july ۱۹۷۹ (۴۵ سال)) ورزشکار دو و میدانی اهل روسیه است.
وی در مسابقات کشوری و بین‌المللی در مجموع برندهٔ ۵ مدال طلا، ۳ مدال نقره شده‌است.